# Жером, Жан-Леон
Жан-Лео́н Жеро́м (фр. Jean-Léon Gérôme; 11 мая 1824, Везуль, Верхняя Сона — 10 января 1904, Париж) — французский живописец и скульптор, представитель академизма и ориентализма, или «помпейского стиля». Писал картины разнообразного содержания, преимущественно изображающие быт античного мира и Востока; в конце жизни занимался также скульптурой, пластически реализуя образы своих картин. Получив известность в монархической Франции, вступил в оппозицию к движению импрессионистов и стал своего рода символом косности академического искусства. После кончины в 1904 году был практически забыт, его работы упоминались только в негативном аспекте. После возрождения интереса к салонно-академическому искусству в 1970-х годах признан классиком живописи XIX века, его работы хранятся в постоянной экспозиции крупнейших музеев мира. Ретроспективная выставка, отражающая особенности его искусства, открылась только в 2010 году.

## Становление
Отцом художника был ювелир Пьер Жером из Везуля, который в апреле 1823 года женился на дочери лавочника — Франсуазе Вильмо. 11 мая 1824 года родился их первенец, наречённый Жаном-Леоном. В 9 лет он поступил в местную гимназию, где проявил художественные наклонности и стал обучаться технике рисунка. Его первым наставником стал Клод-Базиль Карьяж (1798—1875) — ученик Энгра и Реньо, внедрявший своим подопечным основы академической живописи. В гимназические годы Жером снял удачную копию с одной из картин А. Декампа (1803—1860), её увидел Поль Деларош и высоко отозвался о таланте Жана. Это помогло убедить отца отпустить сына в Париж, куда он отправился в 1841 году, имея рекомендательное письмо от Карьяжа. Отец не уставал повторять, что художники, в отличие от ювелиров, бедны, и в конце концов дал сыну год на достижение художественного успеха; в случае неудачи ему предстояло вернуться в родительский дом.
Самая ранняя сохранившаяся работа Жерома — тондо «Портрет мальчика». Даже эта работа демонстрирует мастерство молодого художника, смело развернувшего голову относительно туловища. Это демонстрировало уверенное владение приёмом контрапоста. Успехи Жана-Леона были настолько заметны, что отец, навестивший его в Париже, одобрил его занятия и стал посылать ему ежегодно 1000 франков содержания, что позволило Жерому заниматься исключительно совершенствованием мастерства. Отношения с наставником также сложились удачно, Деларош рекомендовал своего ученика парижским журналам по искусству и в 1843 году взял его с собой в годичную командировку в Рим. В 52-летнем возрасте Жером написал автобиографию, в которой оценил год поездки в Италию как один из лучших в своей жизни:

«Я ничего не знал, и поэтому у меня было всё, чтобы учиться. <…> Я зарисовывал архитектурные памятники, пейзажи, людей и животных, словом, я чувствовал, что работал в единении с природой».
Римский год был посвящён преимущественно изучению натуры, но особых предпочтений пока не возникало. Однако, против академических обыкновений, Жерому больше нравилось работать на пленэре, чем в музеях. Тем не менее в Неаполе его привлекли доспехи гладиаторов, найденные на раскопках в Помпеях. По его собственным словам, это «открыло для него огромный горизонт». Его удивило, что ни один европейский художник того времени не вдохновился гладиаторскими боями, и он принялся усердно штудировать древние источники, а также музейные коллекции в поисках античных изображений поединков на арене. Современное искусство разочаровывало — Жером весьма критически отозвался о знаменитом тогда в Риме Фридрихе Овербеке:

«Я был убит <…> монотонностью его рисунков: мужчины походили на женщин без грудей; драпировки имели складки в одном и том же месте; пейзаж казался скопированным с тонких деревьев Рафаэля… Я не смел осуждать художника, имевшего столь значительную репутацию. <…> Как это несправедливо!».
Одной из примечательных работ Жерома римского периода была «Голова женщины». По словам А. Шестимирова, «угловатость форм, некоторая сухость и схематичность письма выдают начинающего художника». Вместе с тем картина исполнена очень тщательно, и техника письма придавала образу монументальность. По Н. Вольфу, ранние портреты Жерома демонстрируют прямое влияние техники и композиционных решений Энгра.
В 1844 году в Риме была эпидемия тифа, которой не смог избежать и Жан-Леон. По воспоминаниям современников, если бы не забота матери, специально приехавшей в Рим из Везуля, Жером вряд ли бы выжил.
Поскольку Деларош закрыл свою мастерскую, студентов он передал под начало швейцарца Шарля Глейра. Хотя он считался известным педагогом (через мастерскую Глейра в разные годы прошли Сислей, Ренуар, Моне, Уистлер), отношения между ним и Жеромом явно не сложились. В автобиографии он утверждал, что проучился у Глейра всего 3 месяца, и его искусство не оказало на начинающего живописца существенного влияния. По мнению А. Шестимирова, Жером искажал действительное положение дел. От Глейра он, несомненно, получил интерес к жанровым сценам в античной обстановке. Вместо мелодраматических сюжетов из классической мифологии и истории в моду в 1840-е и последующие годы вошли занимательные сюжеты. Поскольку такие картины были далеки и от реализма, и от академизма, возникло обозначение «неогрек». В каталоге Салона 1847 года Ж. Жером числился именно как ученик Глейра, и при внимательном рассмотрении заметно ощутимое его влияние. В отличие от светло-коричневой палитры Делароша, Глейр использовал светлую гамму, что сказалось и на манере Жерома. Именно Глейр привил ему глубокий интерес к Ближнему Востоку. Однако личные разногласия оказались непреодолимыми: круг «неогреков», возникший в его мастерской, Глейра раздражал.

## Подъём карьеры

### Дебют
В конце 1846 года Жером окончил свою первую большую картину — «Молодые греки забавляются петушиным боем», рассчитывая выставить её в Салоне. Перед этим он поделился своими сомнениями с Деларошем, с которым постоянно общался, и чьё мнение было для него руководящим. Жером откровенно сказал, что результат его усилий казался «слабым и плоским». Деларош ответил, что всё это так, и Жан Леон может писать лучше, но это всё в будущем, а пока картину стоит отправить в Салон. В результате 1847 год стал решающим в его карьере. Картина была размещена высоко в выставочном зале, но оказалась замечена критиками, в том числе авторитетным тогда Теофилем Готье. Готье заметил, что сюжет тривиальный, и тема подобного рода должна быть воплощена в небольшом по размеру холсте, однако «фигуры написаны в натуральную величину и выполнены с такой тщательностью, что делает картину исторической».
По мнению и Дж. Экермана, и А. Шестимирова, оценки Готье выглядят, по меньшей мере, спорными, ибо он, провозгласив принцип «искусства для искусства», безоговорочно восхищался академистами и жёстко критиковал новые направления в искусстве. А. Шестимиров отмечал, что фигура девушки анатомически непропорциональна, поза её неуклюжа, и это творение, скорее, не сложившегося мастера, а ученика. Фигура мальчика более удачна, но неуместна его нагота. На огромном холсте (143 × 204 см) эти недостатки превращаются в «забавный анекдот». Критик Шанфлёри упрекнул художника именно в нарушении академических канонов: «фигуры кажутся высеченными из мрамора, в то время как птицы выглядят живыми». Тем не менее большинству обозревателей манера Жерома пришлась по душе, поскольку соответствовала настрою публики Июльской монархии, не любившей глубоких исторических и мифологических сюжетов и жаждавшей занимательности. Полотно принесло художнику медаль Салона третьего достоинства.

### Революция 1848 года
Во время Февральской революции 1848 года, провозгласившей республику, Жером единственный раз в жизни активно вмешался в политику: по некоторым сведениям, вступил в Национальную гвардию и даже был избран капитаном одного из подразделений. Впрочем, о его деятельности во время революции доподлинно ничего не известно. Незадолго до Июньского восстания Жером участвовал в грандиозном конкурсе на картину, прославляющую республику. Это изображение предполагалось вешать в присутственных местах на месте королевского портрета. Всего в конкурсе участвовало более 700 художников, в том числе Диас де ла Пенья, Домье, Коро, Милле и некоторые другие. По отзыву Шанфлёри, выставка, проходившая во Дворце изящных искусств, «была печальной». Основной проблемой стало то, что «художники простодушно поверили, что конкурс освобождал их от всего, даже от таланта». Эскиз Жерома был традиционным по композиции и помпезным по стилю: он изобразил двухметровую фигуру женщины в лавровом венке, держащую в правой руке меч, а в левой — оливковую ветвь как символ мира. По А. Шестимирову, особенно неестественным кажется розовато-сиреневый восход солнца. Впрочем, жюри сочло, что работы 20 художников, в том числе Жерома, прошли в финал первого тура, за что авторы получили премию по 500 франков каждый. После избрания президентом Луи Наполеона конкурс был аннулирован.
Во время революции трое друзей — Жан Жером, Анри Пико (1824—1895) и Жан Хамон (1821—1874) — образовали «фаланстер художников» в доме на улице Флерюс, 27. Каждый занимал отдельную студию, соединённую вместе с другими коридором; всю домашнюю работу и все расходы фалангисты несли на паях, кухонная вахта длилась неделю. Два-три раза в месяц в фаланстере собирались друзья, посиделки оплачивались из штрафов за разные проступки и взносов от посетителей. Компания была музыкальной, поэтому нередко устраивались домашние концерты. Роль Жерома в коммуне была столь велика, что впоследствии критики именовали круг общения фалангистов «школой Жерома».

### Салонные работы 1848—1850 годов
В период жизни в фаланстере Жером написал большое полотно «Анакреон, Вакх и Амур», заказанное ему Министерством изящных искусств Республики (гонорар составил 1800 франков). Картина писалась в сжатые сроки и не удовлетворяла художника, однако была выставлена в Салоне 1848 года и принесла ему медаль второго достоинства. Публику и критиков, вероятно, привлекла атмосфера праздника и беззаботности, что воспринималось тогда как аллегория установления республиканского строя. Полотно велико по размеру — 134 × 203 см. На нём изображён танцующий старик Анакреон с лирой, его окружают Вакх и Амур, а также подыгрывающая на авлосе обнажённая вакханка. Сцена погружена в закатные сумерки. Сам Жером оценивал эту картину как подражание Рафаэлю, но откровенно признавал, что она «скучна» и «собрана из кусков, стиль и выдумка которых ужасны». Критики проигнорировали работы самого Жерома, однако Шанфлёри весьма сурово оценил картины друга художника — Пико — и даже заявил, что такие картины следовало бы навсегда исключить из выставок.
В Салоне 1849 года Жером представил всего один пейзаж, однако в работе Салона 1850 года был представлен тремя картинами, одна из которых утеряна. Самый большой скандал вызвал эскиз под названием «Греческий интерьер». По сути, это было изображение лупанара, соответственно, девушки в томных позах ожидали клиентов во внутреннем дворике публичного дома. Критики решительно ополчились на картину:

Как может полиция, которая снимает с полок магазинов непристойные печатные издания, допускать здесь — в общественном музее — показ для публики такой непристойности? <…> Это упадничество со стороны Жерома должно стать предупреждением для всей неогреческой школы.
В разгар скандала картину купил президент Луи Наполеон, что было большой честью для молодого художника (позднее гравюру по этому сюжету создал Поль Сезанн). По А. Шестимирову, «полярные мнения, возникшие у критики и президента республики, лишний раз показывают, насколько велика была пропасть между ценителями искусства, принадлежащими к разным слоям французского общества». Откровенно эротические композиции Жером продолжал создавать и далее, примером служит картина с невинным названием «Идиллия». По мнению А. И. Сомова, в данных работах Жерома проявилось его умение «смягчать соблазнительность сюжета строгой обработкой форм и как бы холодным отношением к тому, что способно возбудить в зрителе чувственность».
На рубеже 1840—1850-х годов Жером экспериментировал также с портретной живописью, но, в общем, к этому жанру обращался редко. Сам он заявлял, что писать портреты противоречило его натуре, поскольку это сковывало фантазию; кроме того, в соответствии с канонами академизма он идеализировал свои модели, а это зачастую не нравилось заказчикам. В автобиографии он вообще не упоминал о своих портретах. Возможно, это было связано с неприятным инцидентом 1854 года: он увлёкся актрисой — мадемуазель Дюран — и уговорил её позировать. Однако она отказалась оплачивать свой портрет, и Жером потребовал с неё по суду 2000 франков. Судья вынес следующий вердикт:

«…Главное требование к портрету — изображение подлинных черт модели… Так как невозможно признать мадемуазель Дюран в портрете, представленном Жеромом, то мадемуазель Дюран не должна принимать и оплачивать его».

## Расцвет творчества

### «Век Августа»
В 1853 году император Наполеон III объявил о проведении в 1855 году в Париже Всемирной выставки. Предполагалось сильно расширить отдел изобразительного искусства, и Жером ходатайствовал перед дирекцией выставки о написании картины аллегорического содержания по самостоятельно выбранному сюжету. Жан-Леон решил взять тему прославления императора Августа, в правление которого родился Иисус Христос, такое сочетание должно было понравиться императору и публике. Бюджет работы Жером оценил в 20 000 франков; причём уже в феврале 1853 года он получил аванс в 5000, чтобы совершить путешествие для написания с натуры пейзажей и этнографических типов для картины. Для путешествия он выбрал «российскую Азию», но к моменту отъезда началась Крымская война, и пришлось ехать на Балканы. В поездке Жерома сопровождал актёр парижского театра Эдмон Франсуа Гот (1822—1901).
Находясь в Валахии, Жером и Гот стали свидетелями прихода русской армии. Однажды Жером наблюдал песельников-новобранцев, рядом с которыми стоял офицер с кнутом. Художник быстро зарисовал эпизод, на основе чего создал картину «Отдых в русском лагере», выдержанную в духе реализма, что вызвало восторженную реакцию критиков. Ныне картина находится в частном собрании в США.
Вернувшись в Париж, Жером приступил к реализации полотна «Век Августа». На огромном холсте (6,2 × 10,15 м) он расположил фигуры в натуральную величину. В самом центре на возвышении была помещена фигура самого Августа, а на переднем плане и как бы под ним — сцена Рождества Христова. Критики не были в восторге от картины: особенное возмущение вызывали принижение важнейшего события в истории человечества — рождения Богочеловека — и одновременное возвеличивание императора. Кроме того, критики отмечали надуманность сюжета и композиции, излишнюю пестроту колорита. Справедливы и упрёки в отсутствии цельности, сюжет распадался на отдельные сценки в духе «неогрека»; современникам казалось, что в этом проявился недостаток серьёзности, необходимой для академической аллегории. Единственный целиком положительный отзыв оставил Т. Готье, заявивший, что здесь «подлинная картина истории». О реакции императора ничего не известно, однако Жером удостоился звания кавалера Почётного легиона.

### Ориентализм
Впервые на Востоке Жером побывал в 1853 году, когда посетил Стамбул. Во время краткого пребывания там возникло желание познакомиться с жизнью подлинной Азии, поэтому в 1856 году Жером предпринял длительное путешествие в Египет, в котором приняли участие и другие творческие персоны: драматург Э. Ожье, художники Н. Бешер и Л. Найи, а также скульптор О. Бартольди. Последний взял с собой фотографический аппарат и сильно увлёк этим занятием Жерома; в дальнейшем художник постоянно использовал фотографии как источник детальной информации для своих полотен. Путешествие в Египет продлилось 4 месяца, в течение которых путешественники наняли лодку с каютами и активно занимались экскурсиями по стране, рыбной ловлей и прочим. Жером сделал множество рисунков и эскизов, на которых запечатлел арабов, египетских феллахов, нубийцев и прочих обитателей страны Нила. Немало места в его зарисовках занимали собаки, лошади и верблюды.
Картины, сюжеты и образы которых были навеяны египетским путешествием, Жером выставил на Салоне 1857 года. Наибольшее впечатление произвели «Египетские рекруты» и «Офицер арнаутов» — этюд к предыдущей, «Верблюды на водопое», «Пейзаж Фиваиды» и некоторые другие. «Рекруты» по сюжету отдалённо напоминают «Песельников в русском лагере», поскольку изображали сцену закабаления военными мирных жителей. Картина при этом демонстративно нейтральна в этическом смысле, поскольку художник не оставил ни одного намёка на статус ведомых людей — то ли это добровольцы, то ли феллахи, насильно согнанные на строительство только что начатого Суэцкого канала, точно так же, как он не осуждает ситуации и не восхищается мужеством людей, сцепленных колодками. Отчасти это было демонстрацией позиции, занятой Жеромом в дискуссии о реализме, начатой Г. Курбе. Т. Готье вновь одобрил ориентальные работы художника, поскольку изображения современников из других стран с их привычками и костюмами оценил как «истинное и новое представление о Ближнем Востоке».

### Академические работы рубежа 1850—1860-х годов
Среди картин, выставленных Жеромом на Салоне 1857 года, тематикой выделялось полотно «Дуэль после маскарада». У современников оно отчасти вызвало недоумение и породило вопросы о литературном или драматургическом первоисточнике. Между тем, по мнению А. Шестимирова, сюжет картины был совершенно оригинальным и иллюстрировал важный аспект эстетических взглядов Жерома, а именно — представление о жизни как театральных подмостках. «Кажется, закроется занавес, и смертельно раненый Пьеро встанет и откланяется зрителям. <…> И маскарад — не маскарад, и драма — не драма». По Норберту Вольфу, картина исполнена истинного драматизма, что достигается её цветовым решением: яркие всплески белого, оттенённого чёрным и красным маскарадными нарядами, в левом углу уравновешиваются «меланхолической нейтральностью» фона и уходящих фигур справа. Обозреватели лондонской «Таймс» в 1858 году подчёркивали, что картина очень выразительна и что среди современных художников не найдётся такого, который, как Жером, мог бы изобразить трагедию смерти. Картина пользовалась популярностью, и Ж. Жером сделал с неё две авторские копии — первая была написана для российского императора Александра II (ныне хранится в Государственном Эрмитаже), вторая версия предназначалась для репродуцирования в печати и принадлежит Музею Уолтерса. Оригинал (ныне хранится в Музее Конде) купил известный торговец картинами Эрнест Гамбар, что принесло Жерому 20 000 франков.
В 1858—1859 годах Жером был приглашён в числе других художников для оформления резиденции принца Наполеона Жозефа Бонапарта на улице Монтень. Прототипом её стала помпейская вилла Диомеда. Жером писал аллегорические фигуры по сюжету «Илиады» и «Одиссеи». Параллельно он получил весьма престижный заказ — оформление личного вагона-салона Папы Римского Пия IX.
На салоне 1859 года Жером представил полотна как на современные египетские, так и на античные темы — особенно выделялась картина «Аве Цезарь». Картина была написана на сюжет очередного переворота в Римской империи, приведшего к власти Вителлия. Жером и здесь был недоволен своей картиной и позднее признавал, что она полна археологических неточностей. Там же была выставлена эротическая композиция «Царь Кандавл» на сюжет из Геродота. По мнению А. Шестимирова, эротика была призвана смягчить трагизм ситуации (царь продемонстрировал свою обнажённую красавицу-жену телохранителю Гигесу, после чего царица поставила последнего перед выбором — либо убить себя, либо убить царя и жениться на ней). В результате творчество Жерома было популярным и у любителей исторических сюжетов, и у ценителей жанра ню. Успех на Салоне художник попытался использовать, чтобы получить место профессора Школы изящных искусств, отправил соответствующее прошение, но ответа так и не получил.

#### «Фрина перед Ареопагом»
В Салоне 1861 года Жером представил несколько картин, среди которых выделялось полотно «Фрина перед Ареопагом». Согласно рассказам античных авторов (а особенно Афинея), скульптор ваял богиню со своей возлюбленной Фрины, что было кощунством. По другой версии, она исполнила роль Афродиты. Оратор Евфий (Евтиас), её отвергнутый поклонник, обвинил гетеру в безбожии. Адвокат — знаменитый оратор Гиперид, видя, что его речь не производит на суд особого впечатления, сдёрнул с Фрины её одежды. Красота произвела такое впечатление на судей, что её оправдали — ведь согласно греческим представлениям о прекрасном, столь совершенное тело не могло скрывать несовершенную душу (концепция калокагатии).
Жером хотя и написал полотно на сюжет далёкого прошлого, но адресовал его своим современникам. Н. Вольф обозначил эстетическую программу этой картины как «находящуюся на полпути между Энгром и Деларошем — его учителем». Внутри картины было скрыто дополнительное противопоставление: в центре композиции на алтаре помещена статуэтка Афины Паллады — богини мудрости, которую никогда не изображали нагой. В лицах судей были представлены все возможные реакции на обнажённое женское тело — от радостного восхищения и интимного умиления до страха и раздражения. Фигуру Фрины художник писал с модели-современницы, а не её античных изображений. Иными словами, Жером не эпатировал публику, а щадил её консервативную часть: изображая стыдливость героини и сознательно отступая от античных источников (Фрину судила гелиэя, а не ареопаг), он попытался соответствовать нормам современной ему морали. В результате мнения критиков категорически разделились. Эдгар Дега уже в 1891 году возмущался:

«Что мы можем говорить в отношении живописца, который представил Фрину перед ареопагом жалкой, стесняющейся девкой, закрывающей себя? Фрина не закрывала себя, потому что нагота была источником её славы. Жером не понимал этого и сделал свою живопись, из-за недостатка понимания, порнографической картиной».
Напротив, русский критик В. В. Стасов, весьма скептически относившийся к академизму, писал в статье «Художественные выставки 1879 года»:

«Нет, посмотрите ещё раз на Фрину Жерома, старую знакомку: там и красота телесная, там и стыд в дрожащих коленках, ищущих одна другую; там даже пальцы на ногах, и те говорят: нам стыдно, и стараются как-нибудь согнуться и спрятаться; так и руки поднялись к лицу и закрыли его. Вот это я называю: художественное произведение, вот это я называю: чувство и выражение, вот это я называю: художник».
В 1889 году, отталкиваясь от картины Жерома, известный живописец-академист Генрих Семирадский создал своё полотно — «Фрина на празднике Посейдона в Элевзине». Он хотел создать чувственное произведение, которое, будучи эротическим, останется в рамках приличий.

### Академизм и реализм
В конце 1861 года Жером окончил полотно «Пленник», которое принесло ему репутацию «реалиста от академизма». В терминологии середины XIX века, после того как Курбе устроил «Павильон реализма» — персональную выставку, термин «реализм» стал синонимом грубости и вульгарности, поскольку круг Курбе сосредоточился на общественных пороках и проблемах. Жером был далёк от изображения неприглядных сторон жизни Франции, что обосновывал следующим образом:

«Образованный человек с бо́льшим удовольствием будет общаться с людьми высших классов, чем проводить жизнь в поле маиса с пахарем, в мастерской с сапожником или в трубе с трубочистом».
При этом следует иметь в виду, что в его творчестве практически нет картин, напрямую изображающих современную ему жизнь высших классов. Следовательно, под «реализмом» подразумевалась документальная точность передаваемых сцен, костюма с реквизитом. Этим «Пленник» нравился современникам, и Жерому пришлось писать повторение. Критики даже сравнивали лодку шейха с ладьёй Харона, а саму картину воспринимали как срез подлинного Востока — «незыблемого, сладострастного и утончённого в своей жестокости».

## Творчество 1860-х годов
В 1861 году Жером сражался на дуэли с торговцем картинами Стивенсом. По уверениям Р. Бонёр, причиной была женщина. Хотя художник не был опытным дуэлянтом, но отделался лёгким ранением в руку. Сразу после этого он покинул Францию и отправился в годичное путешествие по Египту, Сирии и Палестине. Этот вояж был весьма подробно описан в автобиографии. С ним произошло множество приключений: в течение 17 дней он пересекал Сирийскую пустыню, на Пасхе побывав в иерусалимской церкви Гроба Господня, и так далее. Вернувшись в Париж в январе 1863 года, Жером женился на Мари Гупиль (1842—1912) — дочери торговца картинами. Вместе они прожили до конца жизни художника, у них было четверо детей. Сын Жан проявлял художественные наклонности, но рано умер — в 1891 году в возрасте 27 лет — от чахотки.
15 января 1863 года были оглашены новые правила приёма картин в Салон: отныне каждый художник имел право представить не более трёх работ, вводился конкурсный отбор. 25 января группа художников (в том числе Жером и Эдуард Мане) обратилась с открытым письмом императору против новых правил. Всё было тщетно, возник скандал, который в том числе привёл к открытию «Салона отверженных». 13 ноября того же года императорским декретом Академия лишалась права руководить Школой изящных искусств. В Школе было открыто три новых мастерских и введены три профессорские вакансии, одна из которых досталась Жерому.
В 1860 году для торговли и дипломатических отношений с Францией открылся Сиам, послы которого были представлены Наполеону III летом следующего года. Жером получил заказ на официальное полотно, запечатлевшее это событие; для художника это был весьма выгодный заказ, а, кроме того, его картина предназначалась для Версаля. Начав работать, он обнаружил, что ему придётся изобразить около 80 реальных людей, что далось ему нелегко из-за нелюбви к портретному жанру. Тем не менее картина была представлена на Салоне 1865 года. Немногочисленные официальные заказы не мешали работать над историческими и жанровыми сюжетами, в том числе с обнажённой натурой («Клеопатра и Цезарь»).
Всемирная выставка 1867 года организовывалась для «хотя бы искусственного оживления французской промышленности и торговли». Серьёзных достижений в области изобразительного искусства не ожидалось, но Жером представил 12 своих полотен для французского павильона. Среди них выделялась картина «Смерть Цезаря», в очередной раз вызвавшая неумеренные восхваления Т. Готье:

«Если бы фотография существовала во времена Цезаря, можно было бы полагать, что картина написана по фотографии того места и момента, где произошла трагедия».
1 января 1868 года Жером оставил своих студентов на попечение Г. Буланже и отбыл на Ближний Восток в компании товарищей — восьми художников и писателей. В Каире художник получил аудиенцию хедива Исмаил-паши, далее осмотрел Гизу и Файюмский оазис. После возвращения Жером выставил в Салоне 1868 года несколько картин из событий истории Наполеона — «7 декабря 1815 года» и «Казнь маршала Нея». В ноябре 1869 года Жером представлял французских художников на церемонии открытия Суэцкого канала. По результатам поездок в Египет Жером написал несколько жанрово-этнографических портретов, дающих представление о разных жителях Востока — арнаутах, арабах, башибузуках. Многие из этих картин писались уже в Париже по привезённым фотографиям.

## Жанровые работы 1870—1880-х годов

### Эволюция творчества
На время Франко-прусской войны Жером с семьёй укрылся в Англии, но почти не мог работать. В каталогах его произведений значится лишь одна картина этого времени «Пифферари», изображающая уличных музыкантов в Лондоне. В июне 1871 года он вернулся в Париж. Дом с мастерской был повреждён во время артобстрелов, но не пострадала загородная вилла, и вскоре Жером возобновил занятия в Школе изящных искусств. Он продолжал активно путешествовать: зимой 1871 года побывал в Турции, а в 1873 году вместе с Г. Буланже и тремя студентами через Испанию отправился в Алжир, где ему понравилось значительно меньше, чем в Египте.
А. И. Сомов утверждал, что в 1870-х годах картины Жерома заметно уступали по своим художественным качествам полотнам, созданным в предыдущее десятилетие. При этом он продолжал все основные идеи своего искусства: писал жанровые портреты-типы, архитектурные виды. Пейзажи начинают играть в его картинах самодовлеющее значение. Картина «Араб и его скакун» входила в XIX веке в число известнейших его произведений. На фоне безжизненной пустыни под знойным солнцем художник изобразил неподдельное горе араба после падения с лошади, не выдержавшей жары. Жерому удалось убедительно передать отчаяние всадника, который не может примириться с гибелью животного. При этом оптический центр картины смещён влево от геометрического центра холста, что делает главным персонажем именно пустыню, а человек показан ничтожной жертвой.
В 1872 году Жерому удалось реализовать сюжет, который увлёк его ещё в 1843 году в Неаполитанском музее: битва гладиаторов. Итогом стала картина «Pollice Verso» (с лат. — «Большие пальцы вниз», то есть «Добить гладиатора?»); она стала весьма известной среди исторических полотен XIX века. Ещё в 1859 году Жером написал «Аве Цезарь», картину, которая не нравилась ему самому. Сохранив композицию прежней работы, в 1872 году он исправил технические недостатки и смог создать подлинно драматическое по содержанию полотно. Кроме того, он работал с копиями подлинных гладиаторских доспехов, которые мог надевать на своих натурщиков. Жером искренне считал именно эту картину лучшей в своём творчестве.
Источником вдохновения художника на сей раз послужил известный роман Бульвер-Литтона «Последние дни Помпеи», переведённый на французский язык ещё в 1838 году. Во второй главе части пятой содержится описание гладиаторского поединка, на который Жером наложил подлинные исторические реквизиты, отказавшись притом от всякой идеализации. На картине изображён гладиатор-победитель, придавивший ногой своего побеждённого соперника, который в ужасе поднял руку вверх, надеясь на пощаду зрителей. Однако публика явно желает смерти, голосуя за это направленными вниз большими пальцами. В. В. Стасов, увидевший картину на Всемирной выставке в Вене в 1873 году, был в восторге:

«Гладиаторы Жерома — это одна из значительнейших страниц древней истории, переданных когда-либо художеством… Это картина поразительная, страстная, захватывающая; таких не найдёшь в музеях прежнего искусства трёх последних столетий, вот того, что мы с пелёнок привыкли считать великим и „классическим“».
Современный критик Ги Дебор, придерживающийся социалистических взглядов, в 1996 году писал, что в этой картине Жером вскрыл корни старейшего из социальных барьеров — «барьера насилия».
В Салоне 1874 года Жером экспонировал три исторических полотна, в том числе «Сотрудничество: Корнель и Мольер» и «Серый кардинал». И. Е. Репин оценил их как «умные, но сухие». Жюри Салона единогласно присудило Жерому золотую медаль. Это вызвало возмущение парижских критиков, заявивших, что жанристам не должны были присуждаться медали. Художник находился тогда в Голландии и телеграфировал, что от награды отказывается. Однако жюри тоже пошло на принцип, отказалось её принимать, и Жерому пришлось передать медаль Школе изящных искусств.
Композиция «Серого кардинала» была использована в картине 1878 года «Приём Конде в Версале». Сюжет её был основан на историческом анекдоте: в 1674 году, после сражения с испано-фламандской армией, Людовик XIV принял принца Конде на Великой лестнице, что противоречило этикету и ранее не делалось. Принц из-за ревматизма поднимался медленно и извинился перед монархом за промедление. На это король ответил: «Мой кузен, не спешите. Любой, кто имел бы столько лавров, как вы, не смог бы идти быстро».

### Отношения с учениками. Переход к жанровой живописи
Художник продолжал много путешествовать: 1874 год провёл в Нидерландах, изучая творчество Франса Халса, в 1879 году побывал в Турции, в 1880 году — в Египте, в 1881 — в Греции, в 1888 году — в Англии, а в 1889 году — в Италии. Он брал в поездки своих учеников, с большинством из которых у него сложились тёплые отношения. Дружеские отношения художник поддерживал с Шарлем Баргом (который был его учеником), он принял участие в составлении его «Курса обучения рисунку» (1667—1670). Жером мог навещать студентов, когда они болели, находил им покупателей, мог иногда сам через подставных лиц купить их картины и всеми силами старался пристроить их иллюстраторами, преподавателями рисования и т. п. Ходили слухи, что он использовал студентов при написании своих полотен бригадным методом — например, при написании фона, однако однозначные свидетельства этого отсутствуют. Жером активно занимался благотворительностью, состоял в нескольких комитетах по помощи немощным художникам и их вдовам и всегда ходил на похороны коллег. На погребении Камиля Коро в 1875 году произошёл инцидент: священник начал читать проповедь о «безнравственной жизни художников», после чего Жером увёл из церкви всех присутствовавших там коллег.
После падения империи и установления Третьей республики историческая живопись стала цениться меньше, и после 1875 года Жером переключился преимущественно на небольшие жанровые композиции. Они чаще всего лаконичны по сюжету, не требуют пояснений, но при этом сохранили величественность образа, особенно если они связаны с религиозной жизнью Востока. Тогда же он начал писать целые серии условных «гаремных» картин с обнажённой натурой («Продажа невольниц», «Одалиска», «Мавританская баня» и многие другие). Гаремные и банные сцены Жерома в достаточной мере условны, здесь в полной мере проявились эстетические принципы Энгра, который всегда заменял «эротическую чувственность» на «топографическую поэзию». Однако, по сравнению с Энгром, обнажённые Жерома далеки от канонов классической красоты, поскольку с 1870-х годов он наряду с парижанками, одетыми в восточные костюмы, стал писать и подлинных женщин Востока. Особенно Жерома привлекали альмеи (альмехи) — египетские танцовщицы. На одной из картин он изобразил альмею с сигаретой, что подчёркивало европеизацию Египта, начавшуюся в то время. Однако в неменьшей степени для него характерен мотив закрытых дверей, воспринятый и его учеником — В. В. Верещагиным.
Среди его учеников был известный гравёр Шарль Альбер Вальтнер.

### Жером и анималистика
В 1880-е годы для Жерома характерен интерес к анималистике, причём он стал писать хищников — леопардов, львов и тигров. Одна из наиболее примечательных картин в этом жанре — «Два величества», на которой изображён лев, созерцающий солнце. Французские исследователи (в частности, Элен Лафон-Кутюрье) утверждали, что здесь намекается на «солнце Аустерлица»: художник таким образом хотел выразить грусть и ностальгию по величию Второй империи. Вообще эта картина передаёт атмосферу тоски и одиночества, которые несколько компенсируются розовыми тонами восходящего солнца.
Яркими примерами работ такого рода являются картины «Наблюдающий тигр» и «Горе паши». Хорошо зная мир Востока, Жером имел представление о том, что тигры внушали местным жителям мистический ужас. Одновременно это животное символизировало силу, благородство и мужественность, в нём видели защитника и покровителя. Поэтому правителям Востока дарили тигров и при этом считали, что смерть хищника предвещает конец его владельца. На картине «Горе паши» мёртвый тигр, как человек, покоится на ковре, усыпанном розовыми лепестками; рядом сидит паша, и горе его неподдельно. Для этой картины использован интерьер Львиного дворика в Альгамбре, увиденный во время путешествия в Испанию. «Наблюдающий тигр» отражает другую сторону ориентальных верований — якобы тигры или львы способны охранять города или оказывать влияние на ход битвы, изображённой на этой картине.
- Анималистика в творчестве Ж. Жерома
- Горе паши 1890, Музей искусств Джослина, Омаха
- Наблюдающий тигр. 1888, Музей изящных искусств (Хьюстон)
- Два величества. 1883, Музей искусств, Милуоки

## Позднее творчество
На Всемирной выставке 1878 года Жером дебютировал как скульптор, представив «Гладиаторов», изваянных на основе центральной группы с картины «Pollice verso». Уроки скульптуры давал ему друг и сверстник — Э. Фремье, и в дальнейшем Жером неизменно называл себя в каталогах учеником Фремье. На первых порах он повторял в бронзе образы своих ранних картин, например, «Анакреона», но внёс в эту композицию изменения: пьяный Анакреон держит на руках младенцев Вакха и Амура. В 1890-е годы он стал разрабатывать самостоятельные сюжеты, таковы «Пигмалион и Галатея», «Горе», «Танагра». В 1895 году Жером изваял скульптурный портрет Сары Бернар. Интерес к скульптуре проявился у Жерома ещё в начале творческого пути, так, в 1849 году он написал картину «Микеланджело», изобразив знаменитого скульптора за работой. В дальнейшем он рассматривал скульптуру как необходимый подготовительный этап для работы над картинами и комбинировал вылепленные из гипса фигурки главных персонажей. Это касалось и анималистических работ: сам Жером неоднократно говорил, что именно скульптура позволяет анатомически верно изображать львов и тигров. Со временем скульптура и живопись слились в нерасторжимое целое, что проявилось в картине 1890 года «Пигмалион и Галатея», в которой он изобразил собственную мастерскую.
В образах Жерома 1880-х годов появляется пассивно-героическое начало. В 1883 году художник закончил масштабное полотно «Последняя молитва христианских мучеников», заказанное ему 20 лет назад американским коллекционером Уолтерсом. По сюжету и манере исполнения оно напоминает «Аве цезарь» и «Pollice verso», однако на сей раз в роли жертвы изображены первые христиане. В соответствии с эстетикой академизма подобающая сцене жестокость компенсируется мужеством и несгибаемой верой мучеников. Композиция выстроена так, что зритель не сразу может заметить кресты с распятыми рабами. Поэтому, несмотря на отсутствие сомнений, что хищник победит в неравном поединке с горсткой людей, картина оставляет ощущение большой победы духа; в этом отношении А. Шестимиров выделяет её из традиции изображений мученичества в европейской живописи.
1880-е годы были тяжелы для Жерома в сугубо личностном отношении: в 1884 году скончался его отец, мать переехала в Париж. Вскоре в том же году ушли из жизни шурин — Альбер Гупиль — и его отец Адольф. Потерю родственников Жан-Леон переживал очень тяжело, поскольку с Альбером дружил, реализовывал через него свои работы и брал его с собою в путешествия. В 1886 году умер академист Поль Бодри, с которым Жером дружил долгие годы. Сильным ударом для него стала кончина Г. Буланже, последовавшая в 1888 году. Наконец, в 1889—1890 годах в Париже разразилась эпидемия гриппа, жертвой которой стал и художник. Состояние его здоровья освещали даже газеты США, где он был чрезвычайно популярен. Однако художнику удалось оправиться, причём он заявил, что хотел бы умереть за работой.
Мастерская стала главным прибежищем Жерома, помогла ему выбраться из депрессии и утешиться. Основную массу его картин этого времени составляют разнообразные жанровые композиции, написанные по эскизам предыдущих лет, египетские пейзажи, редкий для него автопортрет. Практически все они изобилуют точными деталями, но не отличаются сколько-нибудь глубокой идеей. Египетскую тему продолжили работы «Продавец ковров» и «Марабу», первая из которых воплощает типичное представление о Востоке как о базаре, на котором можно найти всё. Некоторым исключением из правил выглядит полотно «Выход быка», в котором испанская коррида интерпретирована как гладиаторская тема.
Соединение скульптуры и живописи проявилось в нескольких работах Жерома 1890-х годов. В тот период он увлёкся античными статуэтками-танагрянками. В статуе «Танагра» он изобразил обнажённую женщину, которая держит в левой руке танагрскую статуэтку с обручем. Статуя была изваяна в манере античных мастеров, которые раскрашивали фигуры в подражание живому телу. Результатом стало то, что зрители и критики Салона, привыкшие к беломраморным статуям, были шокированы. Окрашен был и скульптурный портрет Сары Бернар. Танагрская фигурка помещена на табурет в композиции «Модель скульптора». На этой картине Жером изобразил себя, свою мастерскую, натурщицу и статую «Танагра», над которой оканчивал работу. На стене висит репродукция «Пигмалиона и Галатеи», подчёркивающая гедонизм представленной сцены. В картине «Краски вносят жизнь в скульптуру» вновь использовано единство живописи и скульптуры; на заднем плане в центре вновь фигурирует «Танагра». Картина имела и сугубо практическое значение: Жером, показав молодую гречанку, расписывающую статуэтку, хотел «состарить» придуманную им фигурку с обручем. Многие художники XIX века помещали на своих полотнах подлинные древние произведения, найденные на раскопках или выставленные в музеях. Воплощение в живописи как бы удостоверяло их древность и подлинность. Статуя «Танагра» была приобретена государством за 10 000 франков.
- Танагрская тема в творчестве Ж. Жерома
- Танагра 1890, Музей Орсе. (Чёрно-белая фотография)
- Модель скульптора (Работа по мрамору) 1890, Dahesh Museum of Art, Нью-Йорк
- Краски вносят жизнь в скульптуру 1893, Музей Хэггин, Стоктон
- Пигмалион и Галатея 1890, Метрополитен-музей

В 1895 году Жерому предложили участвовать в иллюстрированном издании Библии, в котором были задействованы 22 академиста того времени, включая Альма-Тадему, Бёрн-Джонса, Тиссо, Пюви де Шаванна, И. Репина и многих других. Жером выполнил 8 совершенно традиционных по стилю и сюжету иллюстраций, местонахождение пяти из которых неизвестно. Вершиной академической карьеры художника стало возведение его в звание великого офицера ордена Почётного легиона.

### Жером и импрессионизм. Кончина
Начало 1900-х годов ознаменовалось для Жерома решительным разрывом с магистральными направлениями в искусстве. Негативное отношение его к импрессионизму впервые выразилось в 1884 году, когда профессор выступил резко против посмертной выставки Мане в Школе изящных искусств, что вызвало непонимание общественности. Жером тогда заявил:

«[Мане] выбран для того, чтобы стать апостолом декадентской моды, искусства фрагмента. Я, со своей стороны, выбран государством, чтобы преподавать азы искусства молодым художникам… Следовательно, я думаю, что неправильно предлагать им чрезвычайно произвольную и сенсационную модель от человека, который хотя и обладал редкими качествами, но так и не развивал их».
Однако у Жерома не оказалось достаточно административных ресурсов, чтобы воспрепятствовать выставке. Посетив её, он сдержанно заметил, что всё не настолько плохо, как он думал.
Новый скандал разразился через десять лет — после кончины Г. Кайботта, который завещал 65 картин из своей коллекции импрессионистов Люксембургскому музею. Жером поднял большой шум в газетах, заявив, в частности:

«Люксембургский музей — это школа. Какие уроки наши молодые художники собираются получить там? Они все начнут с импрессионизма, потому что государство хочет импрессионизм. О! Эти люди полагают, что они изображают природу, такую замечательную во всех отношениях. Какая претензия! Но природа не для них! Этот Моне, помните его соборы? И этот человек знает, как заниматься живописью?! Да, я видел его хорошие вещи, но не сейчас».
И в этом случае к мнению Жерома никто не прислушался, тем самым он оказался в изоляции, сделавшись «врагом прогрессивных направлений в искусстве». В связи с этим в самой Франции его наследие стало последовательно замалчиваться. Он продолжал писать картины на традиционные для него темы — охотящихся львов и тигров, мусульман за молитвами. Силы его постепенно иссякали, 31 декабря 1903 года он писал бывшему ученику — Обле, что чувствует приближение кончины. Утром 10 января 1904 года Жана-Леона Жерома нашли мёртвым в собственной мастерской, лежащим у портрета Рембрандта. Как офицер Почётного легиона, он имел право на государственные похороны, но в завещании отдельно оговорил, что этого делать не следует. Его похоронили на кладбище Монмартр, в церемонии приняли участие глава Сената республики, директор Школы изящных искусств и мэр его родного Везуля. Надгробие Жерома украшено статуей «Горе», созданной в память о рано умершем сыне Жане.

## Наследие. Память
В течение практически всей жизни Жером пользовался благосклонностью критиков и успехом у покупателей, особенно в США, где он стал популярным с 1870-х годов. Были у него и студенты-американцы, например, Томас Икинс. Он в равной степени удовлетворял потребности буржуазной и аристократической публики. Как категорически заявил Н. Вольф, «для современников Париж был мировым центром искусства не из-за Курбе, Мане или Моне, а благодаря Кабанелю, Мейсонье и Жерому». Впрочем, левое крыло критиков начало атаку на Жерома уже в третьей четверти XIX века, и инициатором её стал Эмиль Золя. Он обвинил художника в бесстрастности, непроявленности авторского «Я» и утверждал, что его картины подобны зеркалу, заглянув в которое, можно увидеть и почувствовать только свои собственные ощущения. Золя заявил, что у Жерома «сюжет — всё, а живопись — ничто»; именно поэтому в репродукциях он производит более сильное впечатление, чем в оригинале. Последующие критики, в том числе в XX веке, склонны соглашаться с этими суждениями.
Российские критики XIX века находили в наследии Жерома другие мотивы, в частности, И. Е. Репин и В. В. Стасов анализировали его через творчество ученика — В. В. Верещагина. Стасов отмечал у Жерома «затаённое в глубине картин негодование против тысячи возмутительнейших событий прежнего или настоящего времени». Репин писал в одном из частных писем:

«Воскресить верно целую картину жизни с её смыслом, с живыми типами; довести до полной гармонии отношения лиц и движение общего жизненного момента во всей картине — тоже задача громадная. Угадать и воспроизвести идеал, который грезится разумному большинству людей, живущих своими этическими и эстетическими потребностями высшего порядка!».
В эпоху господства авангарда имя Жерома стало нарицательным для обозначения салонного искусства как ремесленничества низшей пробы. Такая же линия просматривается в советских искусствоведческих трудах. Так, в книге Н. Н. Калитиной творчество Жерома рассматривается только на материале его дебютных полотен, выставленных в Салоне 1847 года, без упоминания его последующей эволюции. Общим местом в критике Жерома является осуждение его ориентальных работ, для которых позировали парижские натурщики и натурщицы, одетые в восточные костюмы.
Поскольку при жизни Жером был популярен в США, и множество его картин находятся в музеях и частных собраниях этой страны, декоративные возможности его живописи никогда не забывали в Голливуде. Ещё в эпоху немого кино Глория Свенсон использовала некоторые стилевые находки Жерома для создания своих визуальных образов. При постановке пеплума «Бен-Гур» в 1959 году для создания сцены гонок на колесницах режиссёр использовал композиции и образы Жерома. Эта традиция сохранялась и впоследствии: при создании фильма «Гладиатор» Ридли Скотт вдохновлялся картиной «Pollice verso».
Неудивительно, что пересмотр отношения к Жерому начался именно в США, в русле общего изменения отношения к салонно-академическому искусству в 1970-х годах. Изучением его наследия в первую очередь занимался Джеральд Экерман, который опубликовал в 1981 году первый каталог и в 1986 году подробную биографию художника, в которой пытался продемонстрировать его наследие в контексте всего искусства XIX века (в 1997 и 2009 годах выходило сокращённое на одну треть издание — без каталога). В 1981 году впервые после смерти была проведена выставка Жерома (на родине — в Везуле), организованная также Экерманом. Однако впервые подробная энциклопедическая выставка Жерома была организована с 19 октября 2010 по 23 января 2011 года Музеем Орсе, объединением национальных музеев Франции и Музеем Гетти (Лос-Анджелес). Из Парижа она была перемещена в Мадрид, в музей Тиссен-Борнемиса. Выставка Жерома прошла также в Государственном Эрмитаже в Санкт-Петербурге со 2 ноября 2011 года по 5 февраля 2012 года (в музее хранятся 4 полотна и 2 скульптуры мастера).
Во время выставок 2010—2011 годов вновь возникли дискуссии о содержании и форме искусства Жерома. Высказывались, в частности, мнения о том, что творчество Жерома — это «китчевая радикализация салонного искусства».

## Награды
- Орден Почётного легиона: кавалер (1855), офицер (1867), командор (1878), великий офицер (1900)[83].
- Орден Красного орла третьей степени от короля Пруссии (1868)[84].

## Комментарии
1. ↑  Картина была приобретена наследником российского престола Александром Александровичем. В 2001 году полотно было украдено из Эрмитажа и возвращено неизвестным в 2006 году, когда разрезанное на четыре части и упакованное в бумажный пакет оказалось переданным в думскую фракцию КПРФ[76].